# Mario García (ur. 1967)
Mario Alberto García Covalles (ur. 1 czerwca 1967 w Chihuahui) – meksykański piłkarz występujący na pozycji pomocnika, trener piłkarski, od 2025 roku prowadzi Mineros.

## Kariera
García urodził się w Chihuahua, jednak niemal całą profesjonalną karierę spędził w zespole Atlante z siedzibą w stołecznym mieście Meksyk. W jego barwach w latach 1989–1997, z wyjątkiem sezonu 1990/1991, występował w meksykańskiej Primera División. Największy sukces w karierze, mistrzostwo Meksyku, wywalczył w rozgrywkach 1992/1993. Rok później zajął z Atlante drugie miejsce w Pucharze Mistrzów CONCACAF. W najwyższej klasie rozgrywkowej rozegrał 128 meczów, w których zdobył 3 bramki.
W 1987 roku García został powołany do reprezentacji Meksyku U–17 na Młodzieżowe Mistrzostwa Świata w Kanadzie, gdzie rozegrał 3 mecze, natomiast jego zespół odpadł już po fazie grupowej.
Karierę trenerską García rozpoczął w 2004 roku, kiedy to objął funkcję asystenta trenera w drużynie Atlante i pełnił ją przez następne 4 lata. W roli pomocnika José Guadalupe Cruza zdobył tytuł mistrza Meksyku w sezonie Apertura 2007. Jesienią 2008 trenował filialny wówczas zespół Atlante, Club León, występujący w rozgrywkach drugoligowych. Później na tym samym szczeblu rozgrywek był szkoleniowcem rezerw Atlante o nazwie Atlante UTN. Potem ponownie asystował w pierwszym zespole Atlante i pełnił rolę trenera innej filii klubu, Mérida FC. Jesienią 2011 trenował drugoligową Altamirę, po czym w styczniu 2012 zaczął prowadzić seniorski skład Atlante. 7 stycznia, w swoim ligowym debiucie, wygrał 1:0 z Guadalajarą. Został zwolniony po czterech miesiącach, notując ze swoją drużyną cztery zwycięstwa, trzy remisy oraz osiem porażek.